# ウィリー・ブラウン (アメリカンフットボール)
ウィリー・ブラウン (William Ferdie Brown、1940年12月2日 - 2019年10月21日）は、ミシシッピ州ヤズーシティ出身のアメリカンフットボールの元選手である。コーナーバックとして、1963年シーズンから1978年シーズンまでデンバー・ブロンコス、オークランド・レイダースで16年間プレーした。
AFL-NFL合併前後のレイダースにおいて守備の重要選手として活躍し、1976年シーズンの第11回スーパーボウルでは、当時のスーパーボウル記録となる75ヤードインタセプトリターンタッチダウンを決め、レイダースのスーパーボウル初制覇に貢献した。

## 経歴
ブラウンは、グランブリング州立大学でカレッジフットボールをプレーした後、卒業時のドラフトで指名されなかった。1963年、ドラフト外でヒューストン・オイラーズと契約したが、トレーニングキャンプで解雇された後、デンバー・ブロンコスと契約し、ルーキーイヤーの中盤には先発に定着した。2年目にはAFLオールスターに選ばれる選手になり、1967年シーズンにトレードでオークランド・レイダースに移籍した。
1978年に引退するまでに54インターセプトを記録し、1976年シーズンの第11回スーパーボウルでは、ミネソタ・バイキングスの殿堂入りQB・フラン・ターケントンのパスをインターセプトして、レイダースのスーパーボウル初制覇に貢献した。
引退後はディフェンスバックコーチとしてレイダースに残り、高校や大学でのヘッドコーチを経て、2019年の死去時はレイダースのスタッフ育成を担当していた。
1984年、プロフットボール殿堂入りした。